# 아와시마 신사

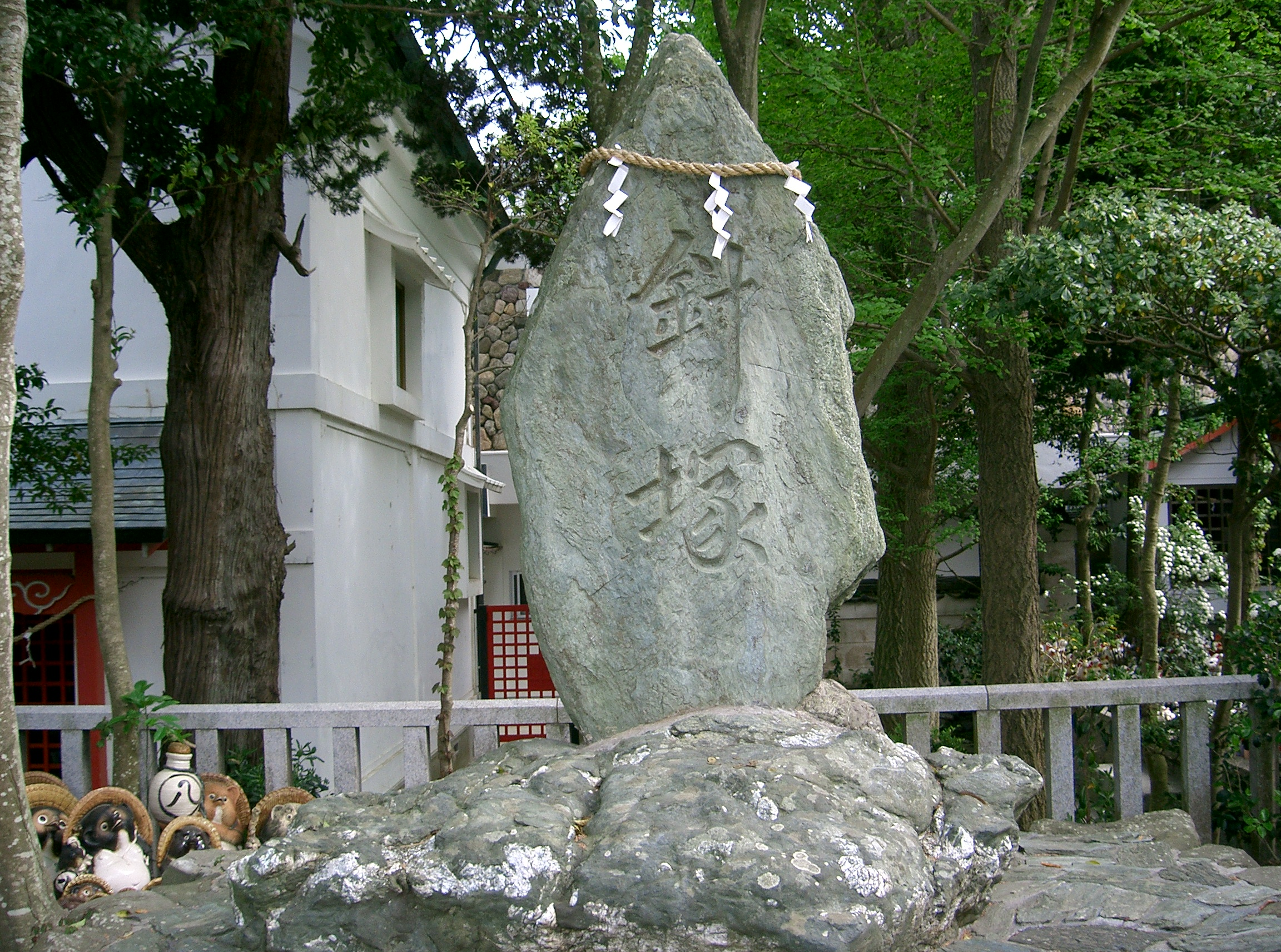
아와시마 신사

아와시마 신사(淡嶋神社 아와시마진자[*])는 일본 와카야마현 와카야마시에 있는 신사이다. 일본 내에 있는 모든 아와시마 신사 계통의 신사 중에서 총본사이다.
인형을 흘려 보내는 '히나나가시' 행사로 유명한 아와시마 신사 배례전에는 히나 인형이 가득히 장식되어 있다.
약의 신인 '스쿠나히코나노미코토'를 모시고 있으며 부인병 치유 또는 건강 출산 기원 등 '여성을 위한 신'으로서 옛날부터 많은 신앙을 모아 왔다.
인형 공양을 받는 신사로서, 수많은 인형들이 있다.